# RMC Découverte
RMC Découverte es un canal de televisión temático nacional francés gratuito que pertenece al grupo RMC BFM. Comenzó sus emisiones el 12 de diciembre de 2012 a las 13:10 horas en el canal 24.
En términos de audiencia, RMC Découverte es de lejos la cadena que mejores resultados ha obtenido de entre las nuevas cadenas de televisión digital terrestre en alta Definición. Ocupa el 16.º puesto en el ranking de canales con más audiencia.
Los buques insignia de la cadena son Top Gear en sus versiones inglesa, francesa y estadounidense, Alien Theory, los matinales presentados por Jean-Jaques Bourdin y Storage Wars : Adjugé, vendu

## Historia
Después del anuncio por parte del Consejo Superior Audiovisual de Francia de que iba a proponer a seis canales como candidatos a emitir en la Televisión Digital Terrestre francesa en alta definición, el grupo de comunicación NextRadioTV envió tres proyectos diferentes de diferentes temáticas. El primer proyecto consistía en un canal de información deportiva llamado RMC Sport HD, otro proyecto pretendía obtener una licencia nacional para el canal RMC Business, que es una canal con información económica que ya emitía en la región de París. Y el tercer proyecto se denominaba RMC Découverte con emisión de programas documentales que finalmente fue aprobado. El nombre del nuevo canal incluye el nombre de la emisora de radio perteneciente al mismo grupo llamada RMC.

### 2012
El 5 de junio de 2012 el CSA anuncia que RMC Découverte emitirá en la Televisión Digital Terrestre francesa a partir del 12 de diciembre de 2012. inicialmente la cadena es solamente recibida por el 25 % de la población en las grandes ciudades francesas, la cobertura alcanzó el 67 % a finales de 2013 y alcanzó un 97 % en junio del año 2015.

### 2013
A partir del 20 de diciembre de 2013, RMC Découverte se ha convertido, en términos de audiencia, en el primer canal de documentales de la televisión francesa y compite en audiencia con HD1 y 6ter.

### 2014
Durante el año 2014 RMC Découverte se sitúa, en términos de audiencia, por delante de su competidor 6ter y se encuentra a la par con HD1. A finales de septiembre de 2014 según Mediametrie, RMC Découverte se convirtió en el primero de los nuevos canales de la Televisión Digital Terrestre en Francia batiendo su récord.
En diciembre de 2014 RMC Découverte bate de nuevo su récord histórico de audiencia obteniendo resultados comparables a D17, confirmando así su posición de liderazgo sobre el resto de los nuevos canales, confirmant ainsi sa première place en termes d'audience des nouvelles chaînes de télévision HD.

### 2015
En marzo de 2015 pone en marcha el lanzamiento del programa Top Gear Francia con emisión los miércoles por la noche.
En julio de 2015 según Mediamétrie más de 23 millones de franceses han visto en algún momento RMC Découverte.
Desde el otoño de 2015 el objetivo de la cadena es mantener un público objetivo de alto nivel abierto a la programación de documentales, esotérica y deportes. El canal con su evolución creciente alcanzó el equilibrio financiero en la primera mitad del 2015.
A finales de 2015 RMC Découverte confirma su progresión desde un 1 % de cuota de pantalla en 2014 a un 1,3 % de audiencia en 2015, por lo tanto mantiene su 16.º puesto en el ranking de canales más vistos en la Televisión Digital Terrestre.

### 2016
En enero de 2016 RMC Découverte lanzó la segunda temporada de Top Gear Francia, que tuvo un gran éxito con una media de 700 000 espectadores. El canal también emitió la 23.ª temporada de Top Gear del Reino Unido, con nuevos presentadores.
Emite también un partido de la Premier League Inglesa de fútbol, debido a que NextRadioTV compró los derechos de emisión de dicho campeonato.
En marzo de 2016, RMC Découverte superó la audiencia del canal infantil Gulli obteniendo así la 15.ª posición en términos de audiencia respecto al resto de canales de la TNT.

## Programación
Antes de su lanzamiento, el canal anunció un 80 % de programas inéditos en Francia y otro 80 % de programas en HD y dividió su programación en cinco temáticas, que son las siguientes: Aventuras y animación, Ciencia y tecnología, historia e investigaciones, 'Real Life' y viajes y estilo de vida, uno de los cuales se ofrece a diario en el prime time. De este modo algunos de los programas en emisión son dedicados al automovilismo, la Segunda Guerra Mundial o el esoterísmo. Además de todos estos temas también se emite por las mañanas de lunes a viernes el programa de información matinal de la radio del mismo grupo de comunicación RMC dirigida por Jean-Jacques Bourdin.

La cadena tiene asociaciones con productores internacionales como la BBC, National Geographic channel o Discovery Channel. La cadena está obligada a distribuir al menos un 40 % de producción propia francesa, la cadena tiene prevista una inversión de 9 millones de dólares en la producción de 2013 a 2015.

### Series documentales
- Adjugé, vendu ! (Auction Hunters)
- Alien Theory
- Benoît le bienheureux
- Bear Grylls : Une virée en enfer
- Bush Alaska
- Car SOS
- Cars Restoration (Overhaulin') (Les Princes du Tuning sur Discovery)
- Chasseurs de coffres-forts
- Chasseurs de tornades
- Chasseurs de reptiles
- Chasseur de venin
- Chasseur de pierres précieuses
- Richard Hammond's Crash Course
- Derrière les barreaux
- Dr Jeff:super véto
- Destruction tout bénef !
- Dirty Jobs
- Dynamo : Magicien de l'impossible
- Enchères à l'aveugle
- Enchères à tout prix
- Extreme Jobs
- Familles Apocalypse
- Family Guns
- Garage gold
- Justiciers des mers
- La Meute
- La Minute de vérité
- Le Liquidateur
- Les Aventures de Brady Barr
- Les Bûcherons de l'extrême
- Les Bûcherons du marais
- Les Experts du monde sauvage
- Master pêche
- Les Mystères climatiques
- Les Mystères de l'Univers
- Les Mystères du cosmos
- Les Pêcheurs de l'impossible
- Les Routes de l'enfer
- Lockdown, l'enfer des prisons
- Seul face à la nature
- Mon job au bout du monde
- MythBusters
- Les rois du troc (Barter Kings)
- Seuls face à l'Alaska
- Seul face aux prédateurs
- Sos Matt
- Stan Lee et les Super-Humains
- Storage Wars : Adjugé, vendu
- Taïg Khris, Extrême Aventure
- Top Gear
- Top Gear France
- Top Gear USA
- Traque sauvage
- Vintage Garage, occaz à tous prix
- Wheeler Dealers : Occasions à saisir
- Yukon Gold : L’or à tout prix

### Películas documentales
- Versions Françaises
- Les géants du ciel
- Espions de la savane

## Audiencias
En la actualidad la cadena ocupa el puesto 15.º en el ranking de audiencias de cadenas de la Televisión Digital Terrestre francesa, superando a otros canales temáticos como 6ter, HD1, D17, France Ô y recientemente Gulli.
En enero, febrero y marzo de 2016 alcanzó 1,6 % de cuota de pantalla y en abril consiguió su máximo histórico con un 1,9 % de audiencia.

### Tabla de audiencias
| Año  | Enero | Febrero | Marzo | Abril | Mayo  | Junio | Julio | Agosto | Septiembre | Octubre | Noviembre | Diciembre | Media anual |
| ---- | ----- | ------- | ----- | ----- | ----- | ----- | ----- | ------ | ---------- | ------- | --------- | --------- | ----------- |
| 2012 | –     | –       | –     | –     | –     | –     | –     | –      | –          | –       | –         | 0,3 %     | 0,3 %       |
| 2013 | 0,3 % | 0,3 %   | 0,4 % | 0,4 % | 0,5 % | 0,5 % | 0,6 % | 0,6 %  | 0,5 %      | 0,6 %   | 0,6 %     | 0,8 %     | 0,5 %       |
| 2014 | 0,8 % | 0,9 %   | 0,9 % | 0,9 % | 0,9 % | 0,9 % | 0,9 % | 0,9 %  | 1,0 %      | 1,0 %   | 1,1 %     | 1,2 %     | 1,0 %       |
| 2015 | 1,2 % | 1,2 %   | 1,3 % | 1,5 % | 1,5 % | 1,3 % | 1,4 % | 1,4 %  | 1,3 %      | 1,2 %   | 1,3 %     | 1,5 %     | 1,3 %*      |
| 2016 | 1,6 % | 1,6 %   | 1,6 % | 1,9%  | 1,8 % | 1,7 % | 1,9 % | 1,8 %  | 2,0 %      | 1,9 %   | 2,1 %     | 2,1 %     | 1,8 %       |

Source : Médiamétrie
Leyenda :
Fondo verde : mejor resultado histórico.
Fondo rojo : peor resultado histórico.

### Récords de audiencia
Además de la Segunda Guerra Mundial también hay otros temas que dan éxito al canal como:
- El programa Top Gear dedicado a los automóviles, emitido en las versiones inglesa, francesa y americana. El primer episodio de Top Gear fue emitido en Francia 18 de marzo de 2015 y rompió el récord de audiencia de la cadena con una cuota de mercado del 3,6%, con 926.000 espectadores. La versión original también tuvo una amplia acogida en su estreno.

- La serie Ancient Aliens, emitida en Estados Unidos en History Channel, se emite la noche del sábado. Este programa esotérico permite a RMC Découverte ser el canal temático más visto de las noches del sábado.

- Los programas de telerrealidad dedicados a subastas de guardamuebles aportan tres de las diez mejores audiencias del canal en 2015

## Organización

### Dirigentes
Presidente :
- Alain Weill : desde 2012

Director general y de programación :
- Guenaelle Troly : desde 2012

Responsable de emisiones :
- Rodolphe Guignard : desde 2012

### Presupuesto
La cadena propiedad del grupo audiovisual NextRadioTV inició sus emisiones en 2012 con un presupuesto de 16 millones de euros, lo que representa el presupuesto más bajo de los otros cinco canales lanzados a la vez. En algún momento ha alcanzado los 35 millones. Anunció un presupuesto de 70 millones de euros para 2018 y 100 millones de facturación.